# 區塊鏈遊戲
區塊鏈遊戲指任何提供以區塊鏈（blockchain）技術運作，吸引外來投資炒賣加密貨幣和虛擬商品為目的而開發和營運的電子遊戲。

## 概觀
區塊鏈遊戲一般會以區塊鏈非同質化代幣（NFT）技術確保其所有虛擬商品具有不可被輕易竄改的獨有性和認證唯一所有者的特性，按個別遊戲的框架這些NFT虛擬商品可以是指由遊戲開發者或外加第三方「資源（asset）」開發者提供，而從遊戲商店購買這些NFT虛擬商品則必須使用指定加密貨幣如以太幣或與第三方加密貨幣錢包網站聯動。為了確保NFT商品的價值，大部分商品取決於其稀有度都會有一個非無限的出貨量。
區塊鏈遊戲的进阶[基于区块链哈希值的游戏玩法]
同时随着区块链技术的逐渐发展，越来越多的结合区块链的游戏被开发创造出来。这里不得不提到的是[基于区块链哈希值的游戏玩法] 通过使用平台所支持的任意[加密货币]对平台的钱包地址进行正常转移[加密货币]，然后随着该笔交易被区块链的矿工们打包进区块中，因为区块链每个区块的哈希值是区块每个的哈希值是唯一的，游戏可以根据这些哈希值来生成特定的游戏结果或事件，从而创造出全新的游戏体验。这样的游戏模式不仅增加了游戏的公平性，还充分利用了区块链技术的透明性和不可篡改性。
。
傳統銷售虛擬商品的遊戲一般會在其終端用戶許可協議（EULA）中，要求終端用戶（即玩家）同意其虛擬商品的所有權僅僅屬於遊戲營運方，並申告其虛擬商品在其遊戲或網絡商城以外沒有實質經濟價值，以迴避諸如提供虛擬抽獎或遊戲以外賭博的法律爭議與責任。區塊鏈遊戲出售的NFT商品是將其虛擬商品的使用權永久轉移給買家（是否轉移商品的版權則視乎交易合約，但多數情況下是不轉移版權的，為了讓作者在商品被轉售時能合法收取版稅），而所有NFT資訊都能夠在遊戲以外的第三方市場上自由進行二手交易，導致區塊鏈遊戲的NFT虛擬商品被賦予了實質經濟價值，其市場價值亦會受到其遊戲或虛擬商品的熱潮而出現波動。由此吸引了不是以遊玩電子遊戲消遣為目的的投機者購買這些NFT虛擬商品，期待NFT資產或其指定交易加密貨幣升值時高價轉手套利。

## 遊戲網絡商城的立場
2021年10月16日，Valve修訂了Steam夥伴發行遊戲的英文版守則，明文禁止遊戲中具備區塊鏈代幣交易功能，並終止了部分Steam上既存的區塊鏈遊戲在其平台上運作。Valve的行政總裁在2022年2月的一次訪問中表示，儘管他相信區塊鏈技術是具有實用價值，但當前市場充斥著過多居心不良的詐騙集團，因此認為允許加密貨幣或NFT在Steam流通的時機尚未成熟。
2021年9月28日，Epic Games的創辦人蒂姆·斯維尼在推特回應道，基於區塊鏈遊戲充斥著棘手的詐騙現象，因此當前的旗艦遊戲《堡壘之夜》不會涉獵區塊鏈的元素。但在回應Steam禁止區塊鏈遊戲的報導時指，旗下的Epic遊戲商城會歡迎遊戲開發者在符合法律的前提下，利用區塊鏈技術帶來創新的遊戲。

## 區塊鏈遊戲列表
- Decentraland（MANA）
- The Sandbox（SAND）
- 我的鄰居愛麗絲（My Neighbor Alice）
- Axie Infinity(AXS)
- Illuvium（ILV）
- 謎戀貓